# نیو اینترپرایس
نیو اینترپرایس (انگلیسی: New Enterprise) شرکت سرمایه‌گذاری آمریکایی است، که در سال ۱۹۷۷ تأسیس شد.